# Giovanna la pazza (film 2001)
Giovanna la pazza (Juana la Loca) è un film del 2001 diretto da Vicente Aranda. Il film è stato realizzato con la partecipazione della Spagna, dell'Italia e del Portogallo e gli attori del film vengono da questi paesi. In questa pellicola Pilar López de Ayala interpreta la regina di Castiglia, Giovanna, madre di Carlo V d'Asburgo e moglie di Filippo I d'Asburgo. Nel cast gli attori italiani sono Daniele Liotti, Manuela Arcuri e Giuliano Gemma.

## Trama
Il film inizia nel castello di Tordesillas, dove Giovanna di Castiglia, ormai settantenne, ricorda il suo amore perduto. I ricordi di Giovanna portano nella pianura spagnola, dove vi sono delle carrozze scortate da un reggimento di cavalieri spagnoli. All'interno di una delle carrozze si trova la giovane principessa Giovanna, che sta fissando il ritratto del proprio fidanzato, Filippo d'Asburgo, figlio dell'imperatore del Sacro romano impero. Arrivata a un porto nel nord della Spagna, Giovanna saluta la madre Isabella di Castiglia e i fratelli e parte per le Fiandre per celebrare il matrimonio-alleanza con l'arciduca di Borgogna. Intanto, non lontano da Bruxelles, l'arciduca Filippo sta svolgendo un torneo con l'arco ma venuto a sapere, dal suo consigliere De Veyre, che la principessa sta per arrivare a Bruxelles parte immediatamente per la capitale delle Fiandre. L'incontro tra i due sposi avviene nella sala ricevimenti del palazzo di Bruxelles dove l'arciduca, affascinato dalla bellezza di Giovanna, fa celebrare la sacra unione da un prete e porta la principessa nelle sue stanze dove consumano immediatamente il matrimonio. Nel frattempo in Spagna muore il fratello di Giovanna, Giovanni, erede al trono del regno di Castiglia, mentre alla corte di Bruxelles trionfa la vita grazie alla generosa fecondità di Giovanna, che dà alla luce una bambina che diverrà regina di Francia: Eleonora d'Asburgo.
Due anni dopo Giovanna rimane nuovamente incinta e all'ottavo mese, durante una festa a palazzo, l'arciduchessa partorisce il bambino (che diventerà Carlo V d'Asburgo) in una latrina. Dopo pochi anni in Spagna muore anche la regina Isabella, che lascia il trono a Giovanna. Alvaro (amico d'infanzia di Giovanna) cavalcando giorno e notte porta la notizia nelle Fiandre all'arciduchessa, che, venuta a sapere della morte della madre, sente il bisogno di stare con il marito. Giovanna lo cerca nel padiglione di caccia del castello e lo trova con un'altra donna che non riesce a riconoscere, i due hanno una pesante discussione in cui Filippo le dà della pazza. Giovanna in preda alla rabbia va nel cortile del palazzo e inizia ad urlare delle frasi sul fatto che la madre è morta e il marito la tradisce. Giovanna scopre che la donna con cui il marito l'ha tradita è la sua dama di compagnia Ines e per punizione le taglia i capelli. Filippo e Giovanna hanno un'altra pesante discussione. I due partono per Burgos per essere nominati sovrani di Castiglia. Filippo mette nuovamente incinta Giovanna, ma anche qui continua a tradirla. Giovanna mostra sempre un forte amore morboso per Filippo che spesso viene scambiato per pazzia.
Filippo una sera lascia il palazzo per dirigersi verso un'osteria dove nota una danzatrice mora di nome Aixa. Giorni dopo Filippo si incontra con Aixa e il re le dice di chiedergli qualsiasi cosa: Aixa allora gli chiede di farla diventare dama della regina in modo da poterla vedere quando la desidera e Filippo accetta. Così Aixa diventa dama della regina, sotto falso nome, poiché i mori sono perseguitati dagli spagnoli.
Intanto Filippo ha un incontro con Ferdinando d'Aragona (padre di Giovanna) che gli consiglia di far escludere Giovanna dal governo poiché anche lui crede che la figlia sia pazza.
Filippo quindi sta organizzando insieme al suo consigliere De Veyre un complotto per dichiarare Giovanna pazza e impadronirsi del trono. Dopo pochi giorni Giovanna scopre che Beatriz (Aixa) è l'amante di Filippo e la sfida a duello con spada davanti a dei parlamentari, recatisi da lei per verificarne che sia pazza o meno. Dopo essersi abbandonata alla disperazione, Giovanna si dirige verso la sala del parlamento dove la stanno dichiarando pazza in modo da rinchiuderla in un castello isolato e nominare reggente Filippo fino alla maturità del principe Carlo. Nell'assemblea Giovanna mette in chiaro che non intende farsi rinchiudere e vuole continuare a regnare. Poco dopo Filippo si ammala di una grave malattia infettiva e Giovanna si dispera. Dopo qualche giorno di agonia Filippo muore e Giovanna viene ugualmente rinchiusa, per ordine del padre, nel castello di Tordesillas fino alla morte. Nelle vicinanze del castello si trova la tomba di Filippo e a Giovanna, di tanto in tanto, è consentito di andare a visitarla.

## Riconoscimenti
- Premi Goya 2002
  - Migliore attrice protagonista (Pilar López de Ayala)
  - Migliori costumi
  - Miglior trucco e acconciatura